# Hiroshi Kuronaga
Hiroshi Kuronaga (黒長 博 Kuronaga Hiroshi?) es un personaje de la novela Battle Royale. En la película y el manga tiene el mismo nombre. En la película el papel de Hiroshi Kuronaga fue interpretado por Yuuki Masuda.

## Antes del juego
Hiroshi Kuronaga es uno de los estudiantes de la clase de tercer año del instituto Shiroiwa de la ciudad ficticia de Shiroiwa, en la prefectura de Kagawa. Pertenecía de forma esporádica a la pandilla de Kazuo Kiriyama, juntándose con él de vez en cuando porque temía a Kiriyama. Kuronaga es uno de los chicos más bajos de la clase. En la novela, es descrito como un chico callado y arrogante pero menos agresivo que Ryuhei Sasagawa. 
En el manga, Kuronaga es un chico tan robusto como Yoshio Akamatsu pero más intimidante. Siempre está con Ryuhei Sasagawa y el resto del grupo de Kazuo Kiriyama. Toshinori Oda lo describe como uno de los más violentos.
En la película se muestra que cuando Kitano aun era profesor a cargo de la Clase B él y el resto de la clase; excepto Noriko, decidieron faltar a la escuela; también se le vio asistir al partido de baloncesto y celebrar la victoria contra la Clase A. Durante el viaje de estudios, en el autobús conversaba con sus amigos hasta que el gas somnífero fue bombeado al autobús y luego fue transportado a la isla donde le colocaron el collar explosivo. Junto al resto de la clase despertó en un salón de la escuela local, notando allí a Shogo Kawada y Kazuo Kiriyama; tras esto vio llegar en helicóptero a Kitano, quien reveló que la clase fue designada por la Ley BR les mostró el cadáver de Masao Hayashida. Hiroshi fue uno de los que intentó huir cuando el profesor asesinó a Fumiyo Fujiyoshi, cosa que repitió cuando se activó el collar de Yoshitoki Kuninobu. Posyeriormente, cuando pronunciaron su nombre, tomó su mochila junto con su bolsa de suministros y salió de la escuela.

## En el juego
En la novela y en el manga, Kazuo Kiriyama les envía un mensaje a Kuronaga y al resto del grupo para reunirse en un extremo de la isla una vez hayan salido todos los estudiantes de la clase. Kuronaga, quien recibió como armas un harisen, siguió el mensaje y fue al extremo de la isla, donde Kiriyama lo apuñala nada más llegar. En el manga, probablemente lo mata antes que a Ryuhei Sasagawa, porque su cuerpo está tirado en el suelo y el de Sasagawa cerca de la piedra donde Kiriyama espera al resto del grupo.
En la película, donde su arma asignada es una daga, Kuronaga es parte del grupo de Mitsuru Numai. Numai, Kuronaga, Ryuhei Sasagawa, Sho Tsukioka e Izumi Kanai se enfrentan a Kiriyama y lo acusan de ser un espía de Kitano. Kazuo distrajo a Ryuhei por un segundo escupiéndole un chicle, instante que aprovechó para inmovilizarlo, tomar su Uzi y acribillar a todo el grupo.